# Bernart Sicart de Maruèjols
Bernart Sicart de Maruèjols o Marvèjols (fl. 1230) è stato un trovatore linguadociano, originario di Marvejols, nel Lozère.
Il suo unico lavoro sopravvissuto, un sirventes intitolato Ab greu cossire ("Con grave preoccupazione"), è di interesse storico per il suo commentario sulla crociata albigese e la cultura perduta della Linguadoca in quanto il punto di vista è quello di un nativo. 
Il metro e la melodia del sirventes vengono fissati sulla scorta di un altro sirventes di Guillem de Cabestany e stilisticamente si trova sulla falsariga di un'opera di Peire Cardenal. Si tratta essenzialmente di un attacco ai crociati francesi, agli ordini militari dei templari e ospitalieri e ai chierici che predicavano la crociata e sostenevano il papato. È una lamentazione piena di tristezza, di rabbia e odio, allo stesso tempo emozionalmente intensa e mordacemente sarcastica. Può essere datata con certezza al 1230 a causa del Trattato di Parigi dell'anno precedente, per mezzo del quale Raimondo VII di Tolosa cedeva firmando i suoi diritti nella Francia meridionale al re francese Luigi IX. La poesia era dedicata a Giacomo I d'Aragona e successivamente alcuni interpreti hanno collocato Bernart alla corte di Giacomo, ma non vi è evidenza documentale a questo proposito. 